# Joytech
Joytech - ett företag som tillverkar tillbehör till stationära och bärbara TV-spel. Företaget grundades 1996.

## Produktlista

### Videoväxlare
- Joytech control center
- Joytech control center 2
- Joytech control center 240
- Joytech control center 360